# Алејна Тилки
Алејна Тилки (Конија, 28. март 2000) је турска поп певачица. Њено име се прочуло након учествовања у телевизијском шоу за талентоване певаче и певачице под називом  „Yetenek Sizsiniz Türkiye“ (налик британској емисији  „Got talent” или у Србији: „Ја имам таленат“ ).

## Биографија
Рођена је 28. марта 2000. године у граду Конија (централни део Турске), одакле јој је и отац, док јој је мајка пореклом из Требзона (северни део Турске).

### Почетак каријере и успон
Учествовала је у шестој сезони телевизијског такмичарског талент шоу-а за певање под називом  „Yetenek Sizsiniz Türkiye“, где је привукла пажњу публике својом невероватном обрадом турске песме „Gesi Bağları“. У том ТВ-шоу је дошла до семи-финала. Одмах након што је завршила са претходно поменутим такмичењем, 2016. Године објавила своју прву песму и дует је у сарадањи са Emrah Karaduman под именом „Cevapsız Çınlama“, који је подразумевао и видео спот. Захваљујући овој песми стекла је светску популарност и њено име је било познато и далеко ван турских граница. Овај хит је на јутјубу остварио преко 450 милиона прегледа и постао најгледанији видео 2016. године, а у самој Турској, песма је заузела 2. место на листи хитова те године. Radio Aydın Music Awards им је доделио награду за дует године.

### Даљи напредак
Током првих месеци каријере, Тилки је изашла на места за послуживање алкохола, што је изазвало критике владе због тога што је била малолетна. Током њеног концерта у Diyarbakır-у, новембра 2016, експлодирале су две ручно направљене звучне бомбе. У јулу 2017. године је објавила још један соло хит „Sen Olsan Bari“ који је се попео на сам врх листе турских хитова и заузео 1. Место. Овај музички видео данас има 422 милиона прегледа. Тилки је привремено напустила Турску да би усавешила свој енглески језик и отпутовала се у Лос Анђелес у новембру 2017. године. Новембра 2019. године објављено је да је у преговорима са Warner Music компанијом и да се договарају око продукције новог албума и четири сингла. Алејна Тилки је прва турска певачица која је имала прилику да ради са овом компанијом. Током лета 2019. године је објавила песму „Nasılsın Aşkta“.

## Дискографија

### Синглови
1. "Cevapsız Çınlama" (2016)
2. "Sen Olsan Bari" (2017)
3. "Yalnız Çiçek" (2018)
4. "Dipsiz Kuyum" (2018)
5. "Sevmek Yok" (2018)
6. "Nasılsın Aşkta?" (2019)

## Филмографија

### Рекламе
- Fuse Tea (2018)
- Cornetto (2019)

### Телевизија
Учествовала у Yetenek Sizsiniz Türkiye (2014) ТВ шоу и такмичењу.